# Кутовий удар (футбол)

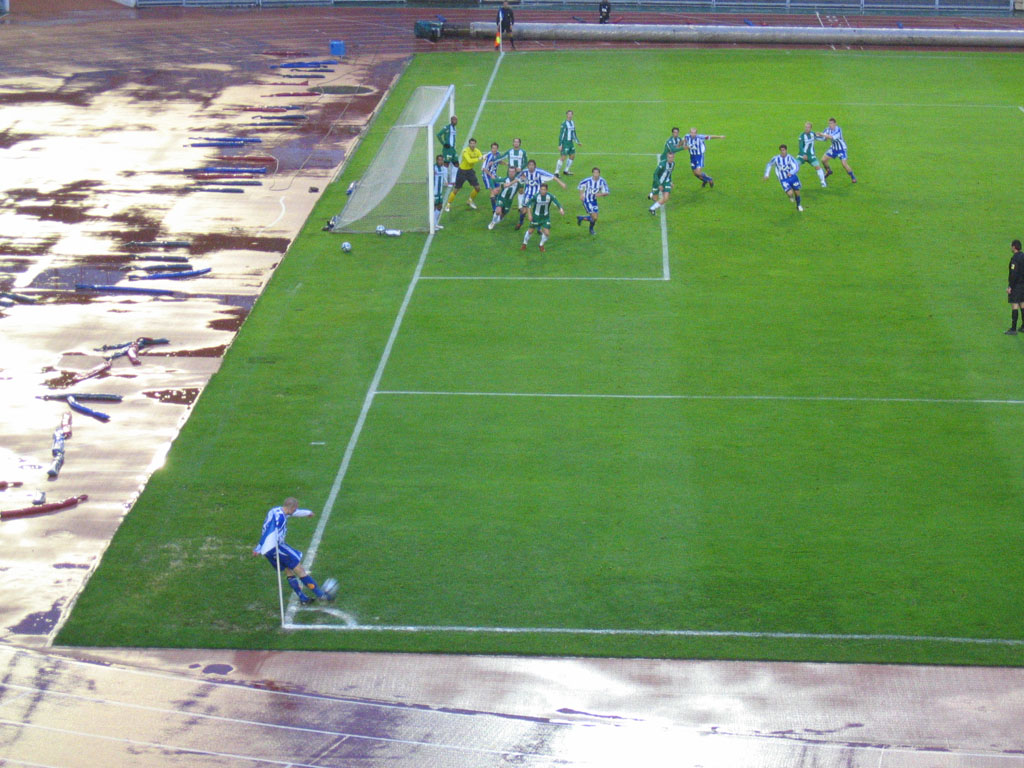
Пробивається кутовий

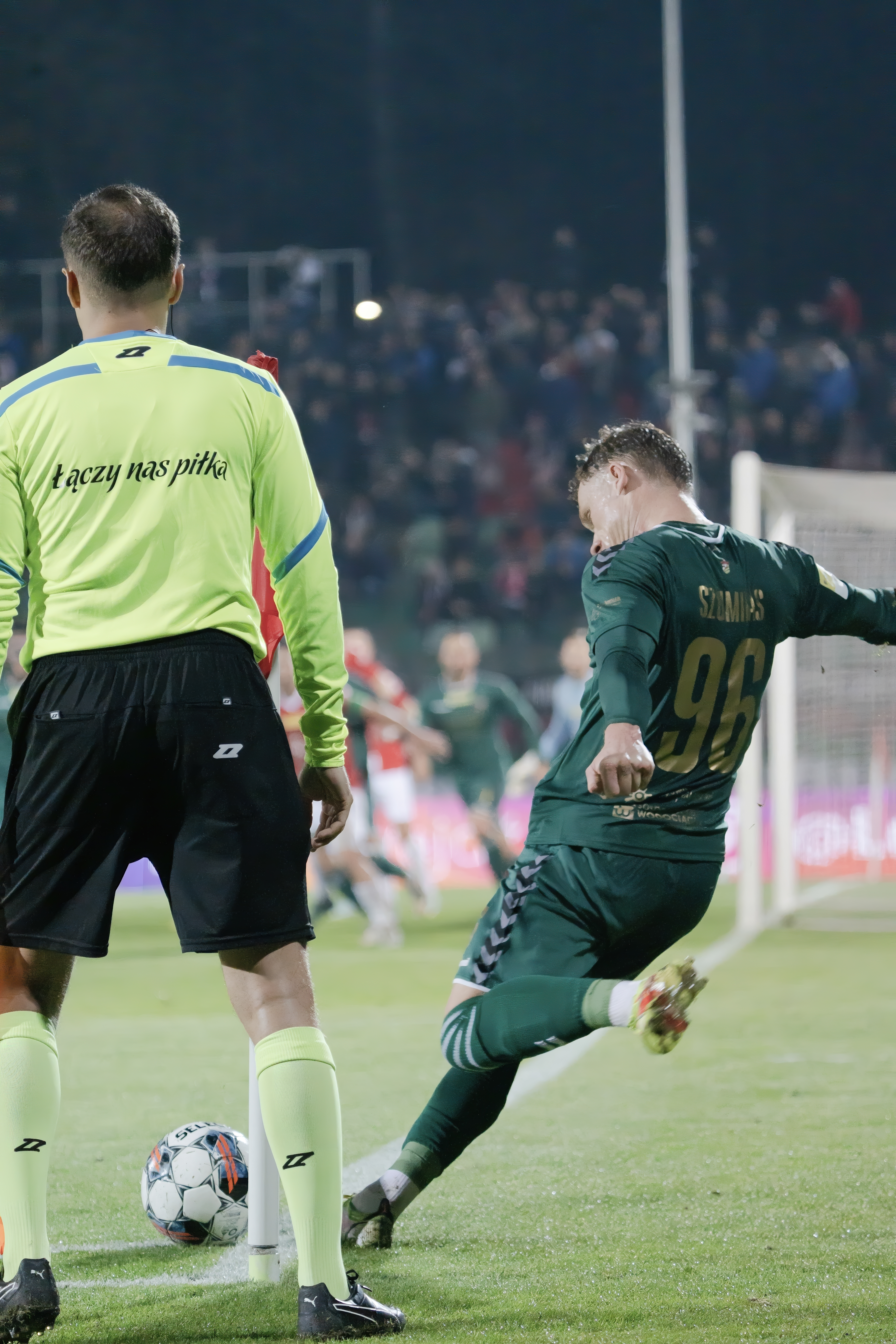
Кутовий удар

Ко́рнер — штрафний кутовий удар у футболі.
Правило 17 «Кутовий удар» регламентує спосіб продовження гри після того, як м'яч покинув поле від гравця команди, що захищалася, і перетнув лінію воріт цієї команди, але при цьому не був забитий гол.

## Порядок виконання
Порядок виконання кутового удару:
- виконувати кутовий удар може будь-який гравець атакуючої команди, включаючи воротаря;
- м'яч встановлюється всередині кутового сектора найближчого кутового прапорця;
- гравці протилежної команди не повинні перебувати на відстані ближче 9,15 м (10 ярдів) від м'яча, поки він не увійде до гри;
- м'яч входить в гру, коли по ньому завдано удару, і він перебуває в русі;
- гравець, що проводив удар не може повторно торкатися м'яча до того, як він торкнеться будь-якого іншого гравця;
- удар проводиться за свистком судді;
- якщо м'яч безпосередньо влетів у ворота команди, що захищалася, — гол зараховується;
- положення поза грою безпосередньо при ударі не визначається.

## Порушення
- Якщо гравець виконувач удару торкнеться м'яча повторно — призначається вільний удар.
- Якщо гравець виконувач удару повторно торкнеться м'яча руками — призначається штрафний удар.
- У інших випадках удар виконується повторно.

## Стратегія
Кутовий удар є одним з найнебезпечніших стандартних положень. Команди часто відпрацьовують тактику в захисті і нападі при пробитті кутових ударів. Оскільки всі відстані наперед відомі, то грамотно пробитий кутовий удар стає прекрасним шансом забити гол.
Найчастіше м'яч з кутового навішують в штрафний майданчик, де високі футболісти або відразу прагнуть пробити по воротах, або скинути м'яч під удар партнерові. Рідше подають м'яч низом, але через велике скупчення гравців при кутових опанувати м'ячем буде складніше.
Існує ще такий термін як розіграш кутового — коли м'яч не прямує в штрафний майданчик відразу, а передається комусь з партнерів, що перебуває поблизу кутового прапорця або лінії штрафного.
«Стінка» з гравців при кутових зазвичай не ставиться, оскільки відстань до воріт дозволяє перекинути її без особливих зусиль.

## Кількість кутових
У любительському і дворовому футболі кількість поданих кутових може впливати на результат гри, наприклад команди можуть домовитися наперед, що при нічиїй виграє команда, що подала більше кутових. Або після подачі трьох кутових підряд, призначається пенальті.
У професійному футболі, і в більшості випадків у любительському, кількість кутових лише умовно показує, яка команда мала більший тиск на ворота суперників.